# Time Warp
Der Time Warp ist ein Tanz aus dem Musical The Rocky Horror Show. Im Film dient er zur Initiierung eines Zeitsprungs.

## Geschichte und Choreographie
Als Partytanz gehörte er in den 1980er und 1990er Jahren zum Repertoire. Die Tänzer folgen dabei den Anweisungen des Erzählers.

Choreographie der Tanznummer „Time Warp“ aus der Rocky Horror Picture Show von Richard O’Brien.

Der Refrain:
It’s just a jump to the left,
and then a step to the right,
with your hands on your hips,
and bring your knees in tight!
But it's the pelvic thrust
that really drives you insane!
Let's do the time warp again!
Let's do the time warp again!
…
Es ist nur ein Sprung nach links,
Und dann ein Schritt nach rechts,
Legt eure Hände an die Hüften,
und drückt die Knie fest zusammen,
Aber der Hüftschwung,
Der treibt dich wirklich in den Wahnsinn!
Machen wir nochmal die Zeitschleife!
Machen wir nochmal die Zeitschleife!

## Rezeption
Damian Davey, Mitglied des Rocky-Horror-Show-Ensembles, erreichte mit seiner Version von Time Warp 1989 die Top 10 der britischen Singlecharts.